# Governatorato di Shabwa
Shabwa (in arabo: شبوة) è un governatorato dello Yemen.